# Тога (остров)
Тога (англ. Toga) — остров в архипелаге Новые Гебриды, в островной группе Торрес в Тихом океане. Является территорией Республики Вануату. Административно входит в состав провинции Торба.

## География

Карта островов Торрес.

Остров Тога расположен в северной части архипелага Новые Гебриды в Тихом океане. Является самым южным островом группы Торрес. К северу находится остров Лох, к югу-востоку — острова Банкс. Ближайший материк, Австралия, расположен в 1300 км. С восточной стороны остров омывается Тихим океаном, с западной — Коралловым морем.
Тога имеет коралловое происхождение и представляет собой поднятый атолл. Длина острова составляет 6 км, ширина — 4,5 км. Высшая точка Тога, гора Лемеура, достигает 240 м. Возвышенная часть острова представляет собой плато 2 × 1 км, высота которого составляет около 200 м.
Климат на Тога влажный тропический. Среднегодовое количество осадков составляет около 4000 мм. Остров подвержен частым циклонам и землетрясениям.

## История
Острова Вануату были заселены примерно 2000 лет назад в ходе миграции населения через Соломоновы острова из северо-западной части Тихого океана и Папуа — Новой Гвинеи. Колонизация островов осуществлялась в ходе длительных морских плаваний на больших каноэ, которые могли вместить до 200 человек. С собой путешественники также брали некоторых полезных животных, семена сельскохозяйственных растений, которые впоследствии стали разводиться на новых землях.
В марте 1906 года Тога, как и другие острова Новых Гебрид, стали совместным владением Франции и Британии, то есть архипелаг получил статус англо-французского кондоминиума.
30 июня 1980 года Новые Гебриды получили независимость от Великобритании и Франции, и остров Тога стал территорией Республики Вануату.

## Население
В 2009 году численность населения Тога составляла 276 человек. Коренным языком островитян является меланезийский язык тога, который также используется на острове Лох.